# Myrciaria
Myrciaria (O.Berg, 1856) è un genere di piante appartenente alla famiglia delle Myrtaceae, diffuso nell'America centrale e meridionale.

## Tassonomia
All'interno del genere Myrciaria sono incluse le seguenti 30 specie:
- Myrciaria alagoana Sobral
- Myrciaria alta T.B.Flores & Sobral
- Myrciaria borinquena Alain
- Myrciaria cambuca Costa-Lima & E.C.O.Chagas
- Myrciaria cordata O.Berg
- Myrciaria cuspidata O.Berg
- Myrciaria delicatula (DC.) O.Berg
- Myrciaria disticha O.Berg
- Myrciaria dubia (Kunth) McVaugh
- Myrciaria evanida Sobral
- Myrciaria ferruginea O.Berg
- Myrciaria floribunda (H.West ex Willd.) O.Berg
- Myrciaria glanduliflora (Kiaersk.) Mattos & D.Legrand
- Myrciaria glazioviana (Kiaersk.) G.M.Barroso ex Sobral
- Myrciaria glomerata O.Berg
- Myrciaria guaquiea (Kiaersk.) Mattos & D.Legrand
- Myrciaria ibarrae Lundell
- Myrciaria myrtifolia Alain
- Myrciaria pallida O.Berg
- Myrciaria pilosa Sobral & Couto
- Myrciaria plinioides D.Legrand
- Myrciaria puberulenta B.Holst
- Myrciaria racemosa M.L.Kawas.
- Myrciaria rojasii D.Legrand
- Myrciaria rupestris (Ekman & Urb.) Z.Acosta
- Myrciaria strigipes O.Berg
- Myrciaria tenella (DC.) O.Berg
- Myrciaria una Costa-Lima & E.C.O.Chagas
- Myrciaria vexator McVaugh
- Myrciaria vismeifolia (Benth.) O.Berg